# Lakis Petropulos
Wasilis „Lakis” Petropulos (gr. Βασίλειος (Λάκης) Πετρόπουλος) (ur. 29 sierpnia 1932 w Atenach, zm. 30 czerwca 1996) – grecki piłkarz występujący na pozycji pomocnika. Trener piłkarski.

## Kariera klubowa
Swoją całą karierę Petropulos związany był z Panathinaikosem. Podczas gry dla tego klubu w latach 1950–1963, czterokrotnie zdobył z nim mistrzostwo Grecji (1953, 1960, 1961, 1962), a także raz Puchar Grecji (1955).

## Kariera reprezentacyjna
W reprezentacji Grecji Petropulos zadebiutował 1 listopada 1953 w wygranym 1:0 meczu eliminacji Mistrzostw Świata 1954 z Izraelem. Wcześniej, w 1952 roku, wziął udział w Letnich Igrzyskach Olimpijskich, zakończonych przez Grecję na rundzie wstępnej. W latach 1953–1957 w drużynie narodowej Petropulos rozegrał trzy spotkania.

## Kariera trenerska
W 1964 roku Petropulos został selekcjonerem reprezentacji Grecji. W roli tej zadebiutował 29 listopada 1964 w wygranym 4:2 meczu eliminacji Mistrzostw Świata 1966 z Danią. Kadrę Grecji trenował do roku 1966. Jednak w późniejszych latach jeszcze trzykrotnie pełnił funkcję trenera Greków.
Od 1968 roku Petropulos prowadził Panathinaikos AO. W 1969 roku zdobył z nim mistrzostwo Grecji oraz Puchar Grecji. W 1970 roku ponownie wywalczył z zespołem mistrzostwo Grecji. W tym samym roku odszedł z Panathinaikosu. Następnie prowadził Olympiakos SFP, Iraklis, ponownie Olympiakos, belgijski Cercle Brugge, PAOK FC, dwukrotnie Panathinaikos, Panionios GSS, dwukrotnie Apollon Smyrnis, OFI Kreta, cypryjski Anorthosis Famagusta oraz jako ostatni klub w karierze, Korinthos.
Wraz z Panathinaikosem w 1982 roku zdobył Puchar Grecji.